# Buse Kayacan
Buse Kayacan est une joueuse de volley-ball turque née le 15 juillet 1992. Elle mesure 1,76 m et joue au poste de libero. 

## Clubs
| Club                 | De        | À         |
| -------------------- | --------- | --------- |
| Yeşilyurt İstanbul   | 2001-2002 | 2006-2007 |
| Eczacıbaşı İstanbul  | 2007-2008 | 2009-2010 |
| Karşıyaka İzmir      | 2010-2011 | 2010-2011 |
| Eczacıbaşı İstanbul  | 2011-2012 | 2013-2014 |
| Nilüfer Belediye     | 2014-2015 | 2014-2015 |
| Bursa BBSK           | 2015-2016 | 2015-2016 |
| Çanakkale Belediye   | 2016-2017 | 2016-2017 |
| Galatasaray İstanbul | 2017-2018 | 2018-2019 |
| Nilüfer Belediye     | 2019-2020 | …         |

## Palmarès

### Équipe nationale
- Ligue européenne
  - Finaliste : 2015.

### Clubs
- Championnat de Turquie
  - Vainqueur : 2012.
  - Finaliste : 2013.
- Coupe de Turquie
  - Vainqueur : 2012.
  - Finaliste : 2013.
- Supercoupe de Turquie
  - Vainqueur: 2011, 2012.
  - Finaliste : 2013.